# Султан-Алі Мірза
Султан-Алі Мірза (1479—1500) — емір Мавераннахра в 1498—1500 роках.

## Життєпис
Походив з династії Тимуридів. Третій син Султан-Махмуда Мірзи, еміра Мавераннахра. Народився у 1479 році. Замолоду перебував разом з батьком в місті Гісар, де тоді розташовувалися родинні володіння. У 1494 році після сходження султан-Махмуда на трон Мавераннахра перебирається до Самарканда.
У 1495 році після смерті батька починає інтригувати проти брата Султан-Байсонкура. У 1496 році в результаті змови захоплює Самарканд, але панує лише 2 дні. Невдовзі зазнає поразки від султан-Байсонкура й тікає до Бухари, де зумів змінитися. Незабаром вступає в союз зі стриєчним братом Бабуром. Сприяє тому 1497 року захопити Самарканд. Проте вже 1498 році шляхом інтриг зумів сам стати еміром Мавераннахру.
Султа-Алі Мірзі довелося протистояти Бабурові, який намагався повернути Самарканд, а також кочовим узбекам на чолі із Мухаммедом Шейбані. Все це погіршувало фінансове становище еміра та економічну ситуацію в Мавераннахрі загалом. Цим скористалися місцеві беки, які практично вийшли з підпорядкування султан-Алі Мірзи.
У 1500 році раптовим ударом узбеками було захоплено Бухару. Після чого Султан-Алі під тиском духівництва та знаті вимушений був почати перемовини з Мухаммедом Шейбані, під час яких еміра було схоплено, а Самарканд відкрив браму узбекам. Невдовзі Султан-Алі було страчено. Шейбані став засновником нової держави Шейбанідів.